# Saint-Santin
 Saint-Santin  (en occitano Sent Antin) es una población y comuna francesa, situada en la región de Mediodía-Pirineos, departamento de Aveyron, en el distrito de Villefranche-de-Rouergue y cantón de Decazeville.

## Demografía
| 708 | 696 | 664 | 643 | 575 | 534 |
| Para los censos de 1962 a 1999 la población legal corresponde a la población sin duplicidades (Fuente: INSEE [Consultar]) |     |     |     |     |     |